# З'єднувальний канал
З'є́днувальний канал (крим. Bağlayıcısı kanalı, ЗК) — одна з найбільших гілок Північнокримського каналу.
З'єднувальний канал був введений в експлуатацію 16 червня 1984 року. Призначений для забезпечення водою Сімферополя, Севастополя та Південного узбережжя Криму, а також для зрошення 88 тис. га землі в трьох районах АРК: Євпаторійському, Курманському та Перекопському.
Через скорочення фінансування до будівництва водосховищ «Заповідне-1» та «Заповідне-2» на південь від Сімферополя для водопостачання ПБК так і не приступили.

## Опис
Протяжність каналу — 41,3 км. Починається від Роздольненського рисового каналу (РРК) з насосною станцією НС-354 (ПК-165). Закінчується Сакським каналом (ПК-564) з витратою 50 м³/с і РЧ-2 (ПК-578) з витратою 19 м³/с. Канал є основним джерелом наповнення Міжгірного водосховища.
Пропускна здатність на першій ділянці до ПК-522 — 105,7 м³/с, на другій — 73 м³/с. Канал обладнаний каскадом із п'яти насосних станцій. Висота підйому води становить 88 м.
Площа дзеркала каналу становить 144,6 га. Встановлена потужність насосних станцій — 99,8 МВт.
| Насосна станція | Потужність, МВт | Висота підйому, м | Витрата води, м³/с |
| --------------- | --------------- | ----------------- | ------------------ |
| НС-354          | 5,6             | 1,3               | 20,0               |
| НС-355          | 22,0            | 22,1              | 21,4               |
| НС-356          | 22,0            | 19,0              | 21,8               |
| НС-357          | 22,0            | 18,5              | 20,0               |
| НС-358          | 22,0            | 16,2              | 21,7               |

Пропускна здатність акведука — 24,4 м³/с, зливостоків під каналом — 226,2 м³/с.